# Полуобезьяны
Полуобезьяны (лат. Prosimii), или низшие приматы — подотряд млекопитающих из отряда приматов в устаревшей классификации. После выделения долгопятов в инфраотряд Tarsiiformes в подотряде Haplorhini, оставшихся полуобезьян включили в подотряд Strepsirrhini («мокроносые» приматы) (лат. Strepsirrhini). 
Полуобезьяны обитают в Африке и Юго-Восточной Азии, в особенности на Мадагаскаре. Живут на деревьях и активны прежде всего ночью или в сумерках.
Полуобезьяны отличаются по ряду признаков от другого подотряда приматов — обезьян. Основным отличием является давший название нос, который у них, как и у кошачьих, мокрый и обеспечивает лучшее обоняние. Другое различие заключается в большом пальце, который в меньшей мере противопоставлен другим пальцам, чем у сухоносых обезьян. На указательном пальце существует удлинённый коготь для чистки шерсти. У мокроносых приматов чаще встречается рождение сразу нескольких детёнышей, в то время как у сухоносых рождается как правило по одному детёнышу. В целом, мокроносые приматы в эволюционном плане считаются более примитивным и древним подотрядом.
Разделение приматов на Strepsirrhini (мокроносых) и Haplorhini (сухоносых) по молекулярным данным произошло около 87 млн лет назад.

## Эволюция
Древнейшими известными представителями мокроносых являются алжирипитек, азибий, нотаркт (50 млн лет назад), годиноция (49 млн лет назад), дарвиний (Ида) — около (47 млн лет назад).

## Классификация
Полуобезьяны разделены на семь семейств, из которых пять живут исключительно на острове Мадагаскар. Два других встречаются в центральной и южной Африке, а также в Юго-Восточной Азии.
Семейства Мадагаскара иногда объединяются в инфраотряд лемурообразных (Lemuriformes). В него входят пять современных и три вымерших за последние 2000 лет семейств:
- лемуровые (Lemuridae)
- карликовые лемуры (Cheirogaleidae)
- индриевые (Indriidae)
- руконожковые (Daubentoniidae; есть идея о выделении в собственный инфраотряд)
- лепилемуровые (Lepilemuridae)
- † мегаладапиды (Megaladapidae)
- † археолемуровые (Archaeolemuridae)
- † палеопропитековые (Palaeopropithecidae).

Два семейства из Африки и Азии образуют второй инфраотряд — лориобразных (Lorisiformes):
- лориевые (Lorisidae)
- галаговые (Galagonidae).

Третий инфраотряд адаписообразные (Adapiformes) содержит ряд вымерших видов, обитавших от эоцена до миоцена в Северной Америке и Евразии. В состав данной группы входит несколько семейств, среди которых Notharctidae. В Техасе были обнаружены 2 вида данного семейства: Mescalerolemur horneri и Mahgarita stevensi, — жившие 43 млн и около 40 млн лет назад соответственно. Другой вид Darwinius masillae был обнаружен в мессельских отложениях в Германии (47 млн лет назад).